# Tendencias en el estilo de vida y los medios de comunicación

## Tendencias en el estilo de vida y los medios de comunicación
Los cambios en el estilo de vida han ido aumentando rápidamente desde la introducción de los medios de comunicación: películas, programas de televisión, revistas y de forma más reciente, Internet (blogs personales y páginas web populares) son las principales fuentes de este estilo de vida que domina el mundo. Los cambios en el estilo de vida incluyen la manera de comer, vestir, comunicarse, etc. La aprobación de los famosos es muy importante. Los ricos y los famosos siempre han influido en las tendencias en el estilo de vida, ya bien sea cuando los cogen desprevenidos en su tiempo libre o cuando cobran por salir en anuncios. Al comienzo de la era de los medios de comunicación, solo había pequeños periódicos, revistas populares como Life y la televisión, que permitían al público en general contemplar los estilos de vida que antes sólo podían imaginar. Hoy en día, podría decirse que Internet es el medio de comunicación más poderoso para anunciar e influir en las tendencias, no solo para los famosos sino para cualquier ciudadano de a pie. La era de los ordenadores ha cambiado la manera en la que obtenemos noticias, perspectivas, así como la manera en que nos comunicamos. Las revistas siguen atrayendo, pero ahora los anunciantes añaden una dirección web a la que pueden acceder los consumidores para ver más información de la que podría aportar un anuncio impreso. Un hogar americano medio tiene dos ordenadores personales, lo que facilita el acceso a Internet. Podemos apreciar el aumento del contenido generado por particulares ya que cualquiera puede crear un blog, un diario en línea, personal o comercial, para comentar su experiencia en un restaurante nuevo, una prenda de ropa o cualquier cachivache que se haya comprado, una crítica de una película, etc. Con la llegada del móvil Android y la facilidad relativa que ofrece para subir fotos a las redes sociales como Facebook, uno puede hacerse la idea de la velocidad a la que puede compartirse una idea, una crítica de un pub o un objeto codiciado. Los anunciantes siempre han intentado mantenerse al día por la fuerza del mundo de la información y han dado un toque a las redes sociales, incluidas Facebook, Twitter y Tumblr, etc. para hacer que se conozcan sus productos. Douglas Kellner escribe: “La radio, la televisión y los otros productos de la cultura de los medios de comunicación proporcionan materiales de los cuales forjamos nuestras propias identidades; nuestro sentido de la individualidad; nuestra noción de lo que significa ser hombre o mujer; nuestro sentido de clase social, de entidad étnica y raza, de nacionalidad, de sexualidad; y de “nosotros” y “ellos”.

## Productos de belleza y salud patrocinados por las celebridades
Los medios de comunicación afectan a la alimentación de las personas. La publicidad anuncia pastillas especiales, zumos en ayunas, dietas crudas y dietas ricas en soja. Las celebridades patrocinan productos alimenticios y dietas que prometen resultados espectaculares en poco tiempo. El público se impresiona con facilidad dependiendo del rango de edad. Salma Hayek, quien ha estado bebiendo zumos depurativos durante 15 años, promete salud con su propia línea, Cooler Cleanse. Jennifer Aniston es famosa por su cuerpo de yoga y ha revelado su secreto, el cual el público ha tomado como una gran influencia de salud. Así pues, ellas ofrecen consejos de salud y estilo de vida sacados de las celebridades y sus asistentes personales / entrenadores. La estrella de reality-shows, Kim Kardashian, patrocina QuickTrim, un producto para perder peso diseñado para deshacerse del peso no deseado. Recientes artículos afirman que el producto no es saludable y Kardashian se enfrenta a una demanda por su patrocinio. Junto con los productos depurativos están los productos de belleza de las celebridades. Salma Hayek tiene una línea farmacéutica exclusiva de cuidado del cabello y productos cosméticos llamada Nuance. Los admiradores de Hayek, quienes codician su belleza, tienen la esperanza de que sus productos les harán verse atractivos. Sitios web como Cosmopolitan y Celebrity Beauty Buzz enumeran los productos de cuidado de la piel y maquillaje favoritos de las celebridades para que los lectores pueden comprar los mismos productos con la esperanza de lograr resultados similares. Artículos sobre salud señalan que el meticuloso proceso de la ciencia a menudo se olvida en favor de la tendencia cuanto-más-nuevo-mejor tomando el control de los medios de comunicación. La Escuela de Salud Pública de Harvard afirma que "Con [informes de los medios de comunicación'] poniendo énfasis en cortas piezas "de interés", los medios de comunicación a menudo sólo informan de los resultados de los estudios individuales y muchas historias se eligen simplemente porque los resultados son contrarios a las recomendaciones de salud actuales." Las revistas populares y sitios web a menudo se centran en lo que es nuevo en el mundo de las rutinas de salud y belleza de las celebridades y renuncian a importantes investigaciones con el fin de llevar a las masas lo que el público está realmente interesado de ver; el camino más fácil y rápido de salud, como lo son estos zumos deportivos y dietas de desintoxicación.
Los patrocinios de famosos son eficaces debido a su fuerte presencia en los medios de comunicación. Su atractivo físico es fundamental para su capacidad de vender productos a un público impresionable. Las celebridades también son eficaces porque son lo que muchas personas aspiran a ser o parecer. Los famosos sirven de símbolos del deseo personal. “En un intento de transmitir las cualidades de su producto o marca”, señala Michael A. Kamins, doctor de la Universidad de Nueva York, “los anunciantes deciden usar este tipo de promoción como estrategia publicitaria”. Además, “utilizar como representante a un famoso siempre ha sido el método preferido entre las agencias”. Karmins informa de que los anunciantes son perfectamente conscientes de la facilidad con la que los famosos influyen en los hábitos del consumidor: se basa en la combinación de su atractivo físico y su elevado estatus lo que capta al público. Explica que, “de hecho, tanto en el campo de las ciencias sociales como en el de la publicidad, existen numerosos estudios que demuestran que una persona físicamente atractiva facilita un cambio de actitud con respecto a las opiniones que genera la publicidad de ciertos asuntos y productos”.
La investigación insinúa que existe un vínculo entre el propio producto y la imagen del famoso. De hecho, en este caso, la celebridad sirve de símbolo del producto. El atractivo físico del patrocinador famoso mejora la apariencia del producto, o mejor dicho, del anuncio. En términos más sencillos, la publicidad provoca un mayor impacto en el público si, “las características del producto “encajan” con la imagen que la celebridad transmite”, tal y como se sugiere en la investigación de Kamins. Continúa, esta "hipótesis de 'encaje' insinúa que las imágenes de los anuncios transmiten una información que va más allá de la que se explicita verbalmente”. Una revista menciona que la hipótesis de encaje “especifica que los receptores distinguen múltiples tipos de belleza y que en la publicidad, algunos ideales de belleza quedan mejor con unos determinados productos que con otros”. Otra revista explica más detalladamente, “en la hipótesis de encaje, los mensajes que se transmiten, tanto mediante la imagen del famoso como mediante el producto, deben fusionarse en un único anuncio eficaz”.
Sin embargo, la investigación también ha dejado ver que el atractivo físico es el detalle clave para analizar el comportamiento del consumidor. Si la persona famosa es menos atractivo de lo que indican los patrones de la sociedad, la campaña publicitaria será seguramente menos eficaz. Aun así, los anuncios protagonizados por famosos, en general, suelen ser efectivos por su popularidad y presencia en los medios de comunicación.
Hay veces en las que el atractivo físico del famoso no es importante y es entonces cuando el producto que se anuncia no reclama mejorar el aspecto del consumidor. Bajo esta circunstancia, la hipótesis de encaje no se aplica porque el producto no es particularmente atractivo. Entre los productos atractivos se incluyen coches deportivos de lujo, ropa de marca, productos antienvejecimiento, productos de belleza (estos son productos que alisan las arrugas, manchas, pigmentación y prometen un lienzo perfecto sobre el cual el resto del maquillaje de una mujer pueda aplicarse), cuidado del pelo (esto son champús, acondicionadores y sérums que aumentan el brillo, los cuales presumen de ingredientes raros y resultados profesionales), productos de tecnología actual tales como todo lo que produce Apple (iPhone, ordenadores Mac) y las marcas que luchan por imitar a las brillantes apariencias de estos productos, etc. Entre los productos “no atractivos” se incluyen el papel higiénico, artículos domésticos de limpieza y comida, productos de higiene personal, música, películas, etc. Sin embargo, se podría debatir sobre la música y las películas que no dependen del atractivo de sus intérpretes; belleza versus talento en los campos respetados depende de muchos factores en relación con los consumidores, como la edad y el género.
B. Zafer Erdogan dice: “Debido a su fama, los famosos sirven no solo para crear y mantener la atención, sino también para conseguir altos índices de recuerdo para mensajes de comunicación de marketing en el medio ambiente. Esto sirve como referencia de que las agencias de publicidad usan a los famosos para cortar el camino al lío que suponen los medios de comunicación de masas. Tener a famosos en sus campañas publicitarias les ayuda a lanzar sus productos en el sentido de que las figuras destacadas son las que consiguen la atención del público, más que el producto en sí mismo.

## El ideal de belleza y la cirugía plástica
Entre los muchos productos de belleza y salud que se anuncian, y los medios de comunicación que presentan la belleza de los famosos como la belleza más deseada, los consumidores se frustran cuando usan esos productos y no consiguen los resultados que quieren. Un estudio psicológico cuyo objetivo era investigar la correlación de la aceptación de la cirugía cosmética y la prevalencia de la influencia de las celebridades, los investigadores encontraron que había una asociación extremadamente significativa entre ambas. “La alabanza a un famoso” es cuando una persona ha formado una gran adoración hacia una celebridad y le/la ve como su modelo a seguir. El estudio muestra que esta devoción se considera un aspecto usual del sentido de identidad, ya que normalmente se crea al tiempo que se desarrolla. Adorar a un famoso puede proporcionar a las personas una sensación de satisfacción. El estudio menciona que el entretenimiento social de la devoción por las celebridades refleja los aspectos sociales de un apego parasocial, a la vez que está motivado por una atracción hacia una celebridad preferida debido a su aparente capacidad para entretener. Para algunas personas, una estructura de identidad comprometida puede llevar a la absorción psicológica (sentimientos intensos y compulsivos) hacia una celebridad, o a lo que se denomina como actitudes 'personales-intensas'. En casos extremos, esta absorción puede llegar a hacerse adictiva, lo que lleva al trastorno límite de personalidad y a comportamientos que sirven para mantener la satisfacción personal con el apego parasocial."
Además, este tipo de comportamiento puede que se use como ejemplo del ideal físico. Es decir, piensan que su atractivo físico les conseguirá, ya sea de igual manera o al menos de forma semejante, un nivel de fama y felicidad superficial similares al de la celebridad. Para ellos, ser físicamente atractivos les traerá la felicidad deseada, y los productos cosméticos o la cirugía plástica puede ayudarles a conseguirlo. El estudio explica que "las celebridades pueden representar notorios y singulares blancos para compararse, ya que su atractivo físico y su condición proporciona información sobre estándares de belleza socialmente idealizados."
Esta adoración hacia los famosos hace que las personas se vuelvan especialmente propensas a desarrollar problemas mentales como altos niveles de inestabilidad emocional, ansiedad, depresión y un profundo sentimiento de preocupación en general. Obsesionarse con el aspecto de una celebridad puede aumentar la ansiedad puesto que hace que la persona se compare constantemente con ella, lo que por consiguiente provoca una preocupación innecesaria así como un alto coste para cuidar su apariencia física, todo para finalmente deprimirse cuando vean que no pueden ser o no se parecen a su modelo a seguir. Dichos individuos, muy probablemente lleguen a tales extremos que se operen para convertirse en una versión exagerada de ellos mismos con la esperanza de volverse tan físicamente atractivos como esa celebridad a la que admiran, y con un poco de suerte, ser más felices. Toman la cirugía plástica como una cura, un arreglo, para su descontento. Por tanto, lo ven como algo aceptable.

## El efecto de los blogs e Internet
Los blogs de moda muestran a esbeltas mujeres que posan con las últimas prendas de moda. Las adolescentes ven esto y quieren imitar su estilo. En este momento entra en juego el patrón de delgadez. Goop, la página web/blog de moda sobre el estilo de vida de Gwyneth Paltrow está orientada hacia los padres, en concreto hacia las mujeres. Gwyneth Paltrow proporciona artículos inspiradores, recetas de comidas familiares, una pequeña muestra de su vida en Hollywood y consejos que fomentan la crianza de los hijos. Las mujeres y madres que leen su blog son atraídas por su encanto. Paltrow da consejos sobre los cambios de armario en cada estación y propone estilismos básicos que están fuera de alcance para el promedio femenino. Nylon es una llamativa revista de moda destinada a las preadolescentes y adolescentes a las que les gusta estar al día en la moda. Esta revista da consejos de belleza sobre cómo parecerte a tu icono de televisión favorito y promociona pistas de estilo. Con gran influencia en el mundo de los blogs. Las jóvenes que tienen blogs publican sus propias fotos con modelitos diarios. A menudo hacen alusiones a Nylon, entre otras, como una de sus influencias. Kellner declara: «Las imágenes de los medios de comunicación le dan forma a nuestra visión del mundo y a los valores que tenemos más asimilados  (aquello que consideramos bueno o malo, positivo o negativo, ético o malvado). Las historias de los medios de comunicación proporcionan iconos, creencias y recursos mediante los cuales formamos una cultura común y nos permiten integrarnos en dicha cultura.». Los blogs de moda y de belleza se centran en los valores físicos sobre cómo aparentar, o lo que la sociedad considera como «moderno». Estas páginas web reúnen a personas que tienen los mismos propósitos (como puede ser vestir bien) y cultivan una cultura en la que el mito de la belleza juega un papel dominante.
Además de los blogs, las redes sociales como Fabebook juegan un papel importante en la influencia de los medios de comunicación. Muchos famosos y tiendas de ropa tienen perfiles de Facebook a los que los fanes se suscriben y reciben información constante de estas páginas en sus novedades. Los famosos promocionan sus últimas películas, apariciones en televisión, organizaciones benéficas preferidas y sus propios artículos, de forma que aquellos que están suscritos permanecen informados y están puestos al día sobre sus glamurosas y mediáticas vidas. Las tiendas de ropa actualizan sus páginas con fotos de las colecciones de temporada, donde muestran a atractivas modelos jóvenes vestidas con sus prendas, de este modo se crean imágenes de deseo en sus influenciables seguidores.